# Sune Kiilerich
Sune Aagaard Kiilerich (født 18. december 1990 i Ikast) er en dansk fodboldspiller der siden januar 2015 har været på kontrakt med FC Fredericia.

## Karriere
Som 5-årig startede han med at spille fodbold i Ikast FS og kom i 2004 på FC Midtjyllands fodbold-akademi. I 2009 fik han 2 kampe for FC Midjyllands reservehold i Ikast.

### Sampdoria
I januar 2010 skiftede han til Sampdoria i Italien, hvor han startede på klubbens talenthold.

### Viborg FF
Efter et halvt år i Italien tog Kiilerich tilbage til Danmark, da han 30. august 2010 underskrev en ét-årig lejekontrakt med Viborg FF fra 1. division.

### Silkeborg IF
Efter lejekontraktens ophør i Viborg tog Kiilerich til prøvetræning i Silkeborg IF. I starten af juli 2011 købte Silkeborg spilleren fri af kontrakten med Sampdoria, og han tiltrådte på en permanent kontrakt med det jyske klub. Han fik debut for klubben 31. juli 2011, da han kort før afslutningen af hjemmekampen mod SønderjyskE blev indskiftet og afløste Martin Svensson.
I slutningen af januar 2015 blev kontrakten med Silkeborg ophævet, og Kiilerich skrev efterfølgende en kontrakt med FC Fredericia.